# Hans Bellmer
Hans Bellmer, född 13 mars 1902 i Kattowitz i dåvarande Tyska kejsardömet (Katowice i dagens Polen), död 23 februari 1975 i Paris, var en tysk bildkonstnär. Med sina elegant utförda, virtuost skickliga blad intog han en plats bland 1900-talets främsta tecknare och grafiker. Under 1930-talet uppmärksammades han genom utställningen Die Puppe där han presenterade kvinnliga skyltdockor med makabra uttryck. Han var mycket fascinerad av sexualitet och använde ofta kvinnor och kvinnors genitalier i sitt konstskapande.